# Parthenius (Gallorömer)
Parthenius (gest. 548) war ein hoher königlicher Beamter im  merowingischen Teilreich Austrasien Mitte des 6. Jahrhunderts.
Parthenius war vornehmster gallorömischer Herkunft: Er war Enkel des gelehrten Bischofs Ruricius von Limoges und des Kaisers Avitus, womit er ein Mitglied des gallorömischen Senatsadels war, einer elitären Schicht, die das gallorömische Kulturerbe noch in der Merowingerzeit pflegte. Der Dichter Arator hebt die vornehme Herkunft des Parthenius in einem (544 verfassten) Brief an ihn besonders hervor.
Als junger Mann reiste Parthenius in das Ostgotenreich nach Ravenna, wo er eloquent auftrat und Arator, der zu dieser Zeit im ostgotischen Dienst stand, mit den Commentarii de bello Gallico und den Schriften christlicher Poeten vertraut machte. Er blieb dort einige Jahre. In der Folgezeit bekleidete er verschiedene Posten im Merowingerreich. Möglicherweise fungierte er, nachdem die Provence an die Franken gefallen war, dort als deren Statthalter.
Er ist in der Regierungszeit des austrasischen Königs Theudebert I. als magister officiorum belegt, wobei er den hohen Titel eines patricius trug. Das Amt des magister officiorum ist ein rein römisches, das in der Spätantike am römischen Kaiserhof von großer Bedeutung war. Die frühen Merowingerkönige lehnten sich noch relativ stark an die spätrömische Verwaltungspraxis an und stützten sich auch auf Galloromanen. Allerdings ist diese bei Arator (im bereits erwähnten Brief aus dem Jahr 544) belegte Bezeichnung eventuell nicht zu wörtlich zu nehmen. In jedem Fall fungierte Parthenius spätestens 544 als oberster Hofbeamter Theudeberts. Ob er allerdings, wie von Teilen der Forschung vermutet, als Hausmeier anzusehen ist, ist zumindest fraglich; in keiner Quelle wird er jedenfalls als maior domus bezeichnet. An seiner hohen Stellung am Hof Theudeberts besteht aber kein Zweifel.
Als höchstem Hofbeamten oblag ihm die Aufsicht über das an spätrömischer Verwaltungspraxis orientierte Steuerwesen, wobei Parthenius Gelder offenbar rigoros eintrieb und sich damit viele Feinde machte. Nach dem Tod Theudeberts wurde er denn auch 548 von einer aufgebrachten Menge in Trier getötet. Während sein Freund Arator den gebildeten Parthenius besonders lobte, schilderte ihn Gregor von Tours deutlich negativer; so soll Parthenius nicht nur wegen der Steuern unbeliebt gewesen sein, sondern auch seine Ehefrau und einen Freund ermordet haben.